# 博夫宰姆
博夫宰姆（法語：Boofzheim，发音：[bofzaim] 或 [boft͡saim]）是法国下莱茵省的一个市镇，属于塞莱斯塔-埃尔什泰因区（Sélestat-Erstein）和埃尔什泰因县（Erstein）。该市镇总面积11.94平方公里，2009年时的人口为1222人。

## 人口
博夫宰姆人口变化图示